# Komárov u Napajedel
Komárov (deutsch Komarow) ist eine Gemeinde in Tschechien. Sie liegt fünf Kilometer südöstlich von Napajedla und gehört zum Okres Zlín.

## Geographie

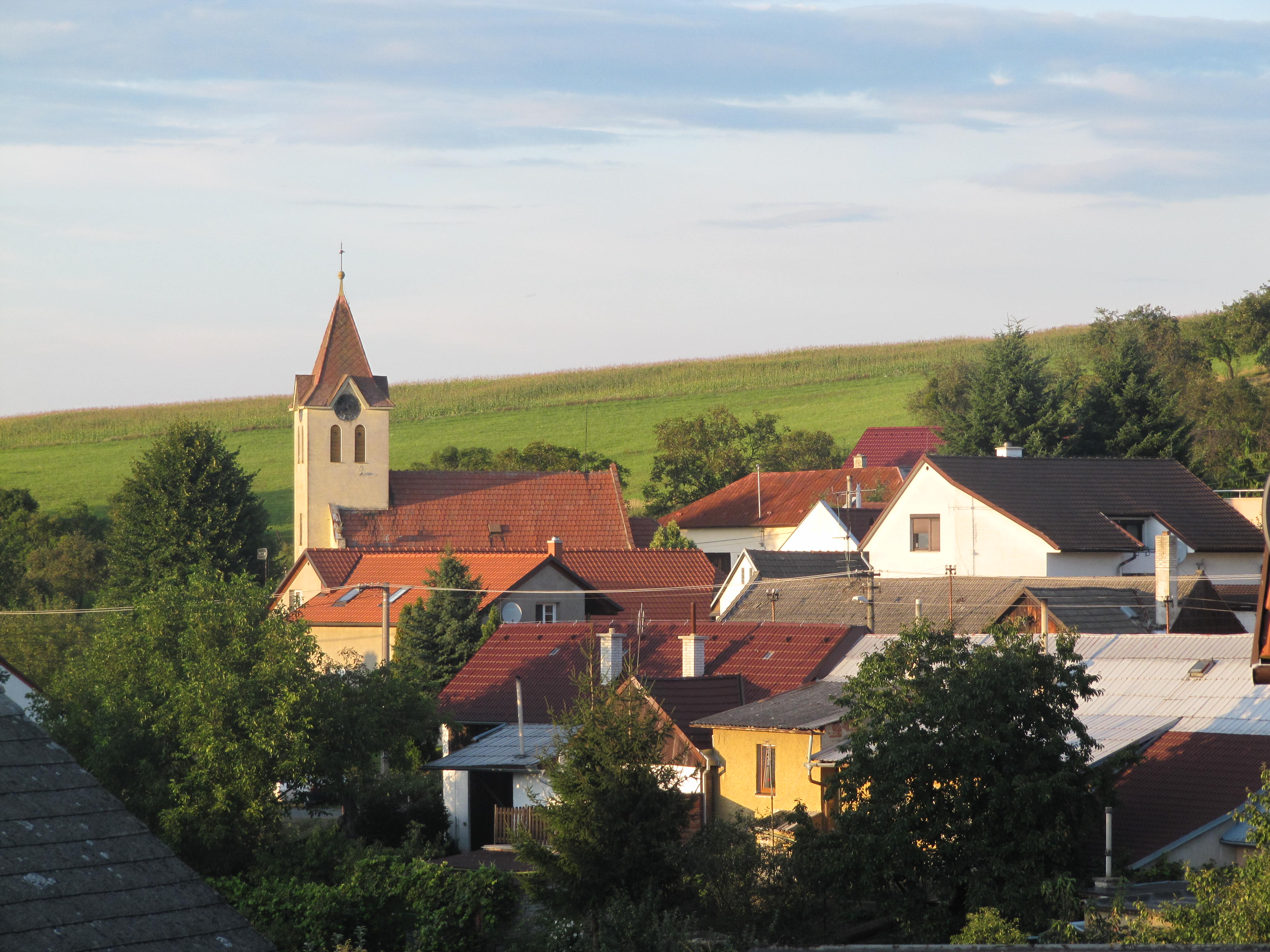
Ortsansicht

Komárov befindet sich im Westen des Wisowitzer Berglandes an einem Höhenzug über den Tälern der Bäche Burava und Hlubocký potok. Nordöstlich erhebt sich der Komárovský vrch (354 m) und im Osten die Hájiny (342 m).
Nachbarorte sind Újezdy, Oldřichovice und Karlovice im Norden, Lhota und Bohuslavice u Zlína im Nordosten, Šarovy im Osten, Lapač, Zlámanec und Svárov im Südosten, Březolupy und Topolná im Süden, Spytihněv im Südwesten, Prusinky und Pahrbek im Westen sowie Napajedla, Leopoldov und Pohořelice im Nordwesten.

## Geschichte
Die erste urkundliche Nachricht über das Dorf erfolgte 1349 in der Landtafel als Besitz des Dětřich und Ješek von Lukov. Im Jahre 1368 gehörte Chomarow Filip von Vícemělice, dieser verkaufte es 1381 an Mikšík von Malenovice auf Podhradí. 1417 erbte Smil von Malenovice, einer der vier Söhne Mikšíks, die Feste Podhradí mit allem Zubehör. Smil verstarb wenig später und sein Besitz fiel seinem Bruder Markvart von Malenovice auf Prakšice zu. 1437 überließ Markvart die Herrschaft Podhradí mit der Kirche in Podhradí sowie den Dörfern Podhradí, Pohořelice, Oldřichovice, Pěnkov und Komarow sowie dem während der Hussitenkriege erloschenen Dorf Svojšice an Jindřich House von Krumsín. Dieser erweiterte den Besitz um das Dorf Dalenovice, wegen dessen er 1447 einen Rechtsstreit mit Bernart von Cimburg führte. Nachdem Jindřich House vor 1455 kinderlos verstorben war, brach ein bis 1460 andauernder Streit um sein Erbe aus. Nach der Beilegung des Erbstreites wurde 1464 Jan House in der Landtafel als Besitzer von Podhradí mit dem Dorf, Hof und der Kirche in Podhradí, dem Dorf und dem Hof Komárov sowie den Dörfern Pěnkov, Oldřichovice und Pohořelice eingetragen. Die Machtkämpfe zwischen Matthias Corvinus und Georg von Podiebrad um die böhmische Krone führten nach 1468 zu einer Verödung der Herrschaft. Im Jahre 1482 wurden die Feste und das Städtchen Podhradí sowie die Dörfer Pěnkov, Svojšice, Dalenky, Sedlišťky und Komarow als wüst bezeichnet. Komarow war der einzige dieser Orte, der wiederbesiedelt wurde.
1480 setzten Jan House und sein Sohn Mikuláš gemeinschaftlich ihren Verwandten Jiřík von Kateřinice als Erben der Herrschaft ein. Mikuláš House verstarb wenig später und nach dem Tode seines Vaters Jan wurde Jiřík von Kateřinice 1488 in der Landtafel als Besitzer eingetragen. Dessen Söhne Bernart, Bohuš und Václav verkauften die Dörfer Pohořelice, Oldřichovice und Komarow 1501 an die Brüder Jan, Smil, Zikmund, Vilém und Jindřichov von Kunstadt. Diese veräußerten das Gut 1508 an Jan Onšík von Bélkovice, der auch das Gut Bílovice besaß. Onšík, der seit 1501 als Verwalter der Herrschaft Světlov in Diensten der Herren von Landstein stand, erwarb später noch das Gut Kaňovice. Im Landesteuerregister von 1516 sind für Pohořelice, Oldřichovice und Komarow 44 untertänige Wirtschaften ausgewiesen, hinzu haben noch 28 in Bílovice und acht in Kaňovice. Onšík machte Pohořelice als das größte seiner drei Güter vor 1510 zu seinem ständigen Sitz und nannte sich ab 1512 von Bělkovice und Pohořelice. Zwischen 1510 und 1511 entwickelte sich aus Streitigkeiten zwischen Jans Sohn Jiřík und Burian von Vlčnov eine Fehde, bei der sich beide Seiten den Krieg erklärten. Diese endete für Jiřík Onšík tödlich. Sein Vater Jan verstarb zwischen 1521 und 1522. Das Erbe fiel gemeinschaftlich an seine Söhne Anýz, Petr und Dalibor, die es wenig später teilten. Pohořelice fiel dabei 1524 dem mittleren Sohn Petr zu, dabei wurde die Feste Pohořelice auch erstmals urkundlich genannt. Dieser zog im Jahr darauf in den Kampf gegen die Türken und setzte in Buda seinen Bruder Dalibor testamentarisch zum Erben ein. Um 1538 erwarb Dalibor Onšík von Bělkovice noch Březolupy als Pfandbesitz hinzu. 1575 übernahmen nach dem Tode von Dalibors Tochter Ursula deren Schwestern Elisabeth und Barbara das Gut und teilten es 1576. Barbara erhielt Pohořelice und Elisabeth machte die Feste Pěnkov zu ihrem Sitz. Dabei wurden Oldřichovice und Komarow nach Pěnkov untertänig.
Nach Elisabeths Tod fiel deren Anteil 1579 Barbara zu. Sie verkaufte noch im selben Jahre die Pěnkover Hälfte der Herrschaft an Jakub d. Ä. Vojsko von Bogdunčovice sowie Pohořelice an Jakub d. J. Vojsko von Bogdunčovice. 1629 erwarb Friedrich Kolkreiter den Hof Pěnkov mit allem Zubehör. Er kaufte 1633 noch Pohořelice hinzu und vereinigte beide Güter wieder. Nach 1639 gehörte Pohořelice seiner Witwe Anna Eliška und deren zweiten Ehemann Benedikt Palašti von Kesejov. Appolonia Kolkreiter, die 1648 den Besitz ihrer Mutter erbte, hatte wenig Interesse an dem verschuldeten Gut und verkaufte es 1650 an Gabriel Serényi. Dieser veräußerte es an seinen Schwiegersohn František Horecký auf Březolupy weiter. Dessen Kinder verkauften 1668 die Güter Pohořelice und Březolupy sowie die Hälfte von Zborovice an Attilio Offredi. Dieser ließ den Hof Pěnkov neu errichten und in Pěnkov und Pohořelice Schäfereien anlegen. Offredis drei Söhne veräußerten den mährischen Besitz, Komarow wurde zusammen mit Pohořelice 1673 an ihre Mutter Johanna Barbara Offredi verkauft. Da die alte Feste nicht mehr bewohnbar war, ließ sie in Pohořelice einen neuen Herrensitz errichten. 1689 verkaufte Johanna Barbara das Gut Pohořelice ihrem erstehelichen Sohn Franz Leopold Forgács. 1694 erbte er von seinem Bruder Georg Friedrich das Gut Březolupy und übersiedelte auf das dortige Schloss. 1698 verkaufte Franz Leopold Forgács das Gut Pohořelice mit allem Zubehör an Franz Karl von Liechtenstein-Kastelkorn, der es an seine Herrschaft Malenovice anschloss.
Bei der Teilung der Herrschaft Malenovice fiel das Gut Pohořelice mit den Dörfern Pohořelice, Oldřichovice und Komarow 1724 dem Bischof Jakob Ernst von Liechtenstein-Kastelkorn zu und wurde wieder eigenständig. Nach dem Tode seines Bruders Maximilian Rudolf erbte 1739 Jakob Ernst Malenovice und vereinigte das Gut wieder mit der Herrschaft Malenovice. Als Hauptsitz der Herrschaft diente die Burg Malenovice, das Schlösschen Pohořelice diente sowohl dem Bischof als auch seinem Erben Karl Otto Graf von Salm und Neuburg als gelegentlicher Wohnsitz. 1766 erbte Karl Vincenz von Salm und Neuburg die Herrschaft. 1784 verstarb Karl Vincenz von Salm und Neuburg ohne männliche Nachkommen; das Erbe fiel seiner Tochter Ernestine zu, die den Besitz ab 1795 mit ihrem Ehemann Johann von Lamberg gemeinschaftlich innehatte. Bei der Erbteilung von 1797 fiel die Herrschaft Malenovice mit Pohořelice und Komarow ihrer jüngsten Tochter Antonia, verheiratete Czernin von Chudenitz zu. Sie verkaufte die Herrschaft 1804 an Leopold von Sternberg. Im Jahre 1834 lebten in der Gemeinde 286 Personen. Bis zur Mitte des 19. Jahrhunderts blieb Komarow immer nach Malenovice untertänig.
Nach der Aufhebung der Patrimonialherrschaften bildete Komarow ab 1850 eine Gemeinde in der Bezirkshauptmannschaft Uherské Hradiště. 1869 hatte das Dorf 372 Einwohner. 1882 zerstörte ein Großbrand alle 27 Häuser am Dorfplatz. Seit 1872 ist der Ortsname Komárov gebräuchlich. Die Freiwillige Feuerwehr bildete sich 1885. In den Jahren 1886–1887 erfolgte der Bau eines neuen Schulhauses. Anstelle der alten Kapelle wurde 1908 das Rathaus errichtet, das zugleich auch als Spritzenhaus diente. Komárov hatte im Jahre 1910 495 Einwohner und 1950 waren es 490. Ab 1950 gehörte die Gemeinde zum Okres Gottwaldov-okolí und ab 1960 wieder zum Okres Gottwaldov, der nach der politischen Wende seit 1990 wieder den Namen Okres Zlín trägt. Die Schule wurde in den 1970er Jahren geschlossen und darin ein Kindergarten eingerichtet. Im Jahre 1976 wurde Komárov nach Napajedla eingemeindet. 1980 lebten in dem Dorf 507 Personen, zehn Jahre später waren es nur noch 329. Seit 1990 bildet Komárov wieder eine eigene Gemeinde. Komárov ist bis heute landwirtschaftlich geprägt.

## Ortsgliederung
Für die Gemeinde Komárov sind keine Ortsteile ausgewiesen.

## Sehenswürdigkeiten

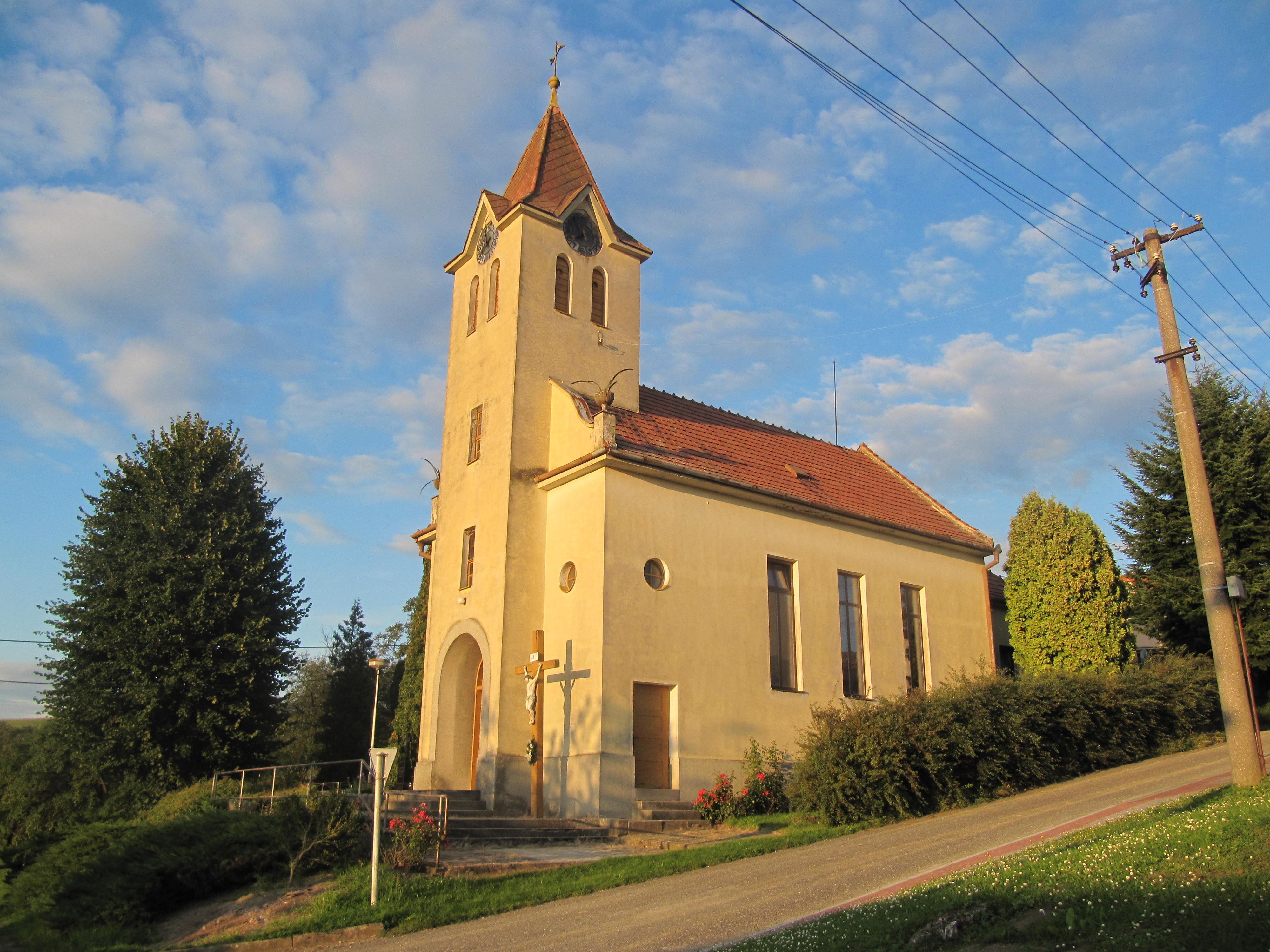
Kirche des hl. Antonius von Padua

- Kirche des hl. Antonius von Padua, erbaut 1940
- Statue der Jungfrau Maria
- zwei Kreuze
- denkmalgeschützte Eiche